# Otoskopia

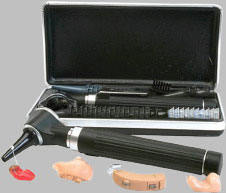
Otoskop

Otoskopia, wziernikowanie ucha – jest to badanie fizykalne ucha, w którym ocenia się przewód słuchowy zewnętrzny i pośrednio ucho środkowe przez ocenę błony bębenkowej. W przypadku perforacji błony bębenkowej ogląda się też zawartość jamy bębenkowej.
Do wykonania otoskopii stosuje się wziernik uszny, który wprowadza się do przewodu słuchowego zewnętrznego po uprzednim odciągnięciu małżowiny usznej ku tyłowi i ku górze (u dzieci ku tyłowi i dołowi). Można wykonać je także posługując się wziernikiem Siegle'a, w którym ogląda się błonę bębenkową w powiększeniu i ocenia jej ruchomość, zwiększając ciśnienie powietrza w przewodzie przy pomocy umieszczonego przy wzierniku balonu.